# Rassemblement populaire pour le progrès
Rassemblement Populaire pour le Progrès (RPP, deutsch „Volksversammlung für den Fortschritt“) ist die dominierende Partei in Dschibuti. 
Sie ist offiziell sozialdemokratisch ausgerichtet.

## Geschichte
Die Partei wurde 1979 von Präsident Hassan Gouled Aptidon in Dikhil gegründet, nachdem dieser die Vorgängerpartei LPAI aufgelöst hatte. Sie vertrat vorwiegend die Volksgruppe der Issa. Ab 1981 war sie die einzig legale Einheitspartei, bis 1992 eine neue Verfassung mit Mehrparteiendemokratie eingeführt wurde. 1991–1994 führte die Afar-Rebellengruppe FRUD einen bewaffneten Kampf gegen die Herrschaft der RPP, danach kooperierte sie weitgehend mit der Regierung.
Die RPP blieb nach der Wiedereinführung eines Mehrparteiensystems die vorherrschende Partei. Bei der Parlamentswahl 2003 gewann das von ihr geführte Bündnis Union pour la majorité présidentielle (Union für die präsidentielle Mehrheit) mit der ehemaligen Rebellengruppe FRUD und zwei kleineren Parteien 62,4 % der Stimmen und damit alle 65 Sitze in der Nationalversammlung, während die oppositionelle Koalition Union pour une alternative démocratique mit 37,6 % keinen Sitz errang. Bei der Präsidentschaftswahl 2005 erhielt der amtierende RPP-Präsident Ismail Omar Guelleh ohne Gegenkandidat nahezu 100 % der Stimmen bei 71,7 % Wahlbeteiligung. Bei der Parlamentswahl von 2008, die von der Opposition boykottiert wurden, fielen wiederum sämtliche Sitze an die UMP.